# Krysten Cummings
Krysten Cummings (New Jersey, ...) è un'attrice statunitense.
È nota soprattutto come attrice teatrale e in particolare come interprete di musical. Ha interpretato Mimi nel musical Premio Pulitzer di Jonathan Larson Rent a Broadway, Londra e nel tour statunitense noto come il "Collins Tour" (1997). Per la sua performance in Rent a Londra è stata candidata al prestigioso Laurence Olivier Award alla migliore attrice in un musical nel 1999. Ha recitato anche in altri musical nel Regno Unito, tra cui The Fix (Londra, 1997) e Jesus Christ Superstar (tour inglese, 2013).

## Filmografia
- The Descent Part 2, regia di Jon Harris (2009)